# Cheng Kai
Cheng Kai (en chino: 程凯; 28 de abril de 2002) es un deportista chino que compite en taekwondo.  En los Juegos Asiáticos de 2022 obtuvo una medalla de bronce en la categoría de –58 kg.

## Palmarés internacional
| Juegos Asiáticos | Juegos Asiáticos | Juegos Asiáticos  | Juegos Asiáticos |
| Año              | Lugar            | Medalla           | Categoría        |
| ---------------- | ---------------- | ----------------- | ---------------- |
| 2022             | Hangzhou (China) | Medalla de bronce | –58 kg           |